# Doron Nof
Doron Nof, född 1944 i Florida, USA, död 1 augusti 2022, var professor i oceanografi. 
Doron Nof är känd för sitt försök att göra bibeln mera vetenskaplig, bland annat genom påståendet att Jesus inte gick på vatten utan på is. Det mest kontroversiella påståendet som gav honom en hel del publicitet under 60-talet var när han hävdade att det bibeln egentligen menade med att jorden skapades på sju dagar i själva verket var åtta.